# Meliboeus biafranus
Meliboeus biafranus es una especie de escarabajo barrenador metálico del género Meliboeus, familia Buprestidae, orden Coleoptera.

## Taxonomía
Fue descrita por Obenberger en 1921 y publicada en Obenberger J. Buprestides nouveaux de Fernando Poo et de la Guinée espagnole. Trabajos del Museo Nacional de Ciencias Naturales, Madrid. Serie Zoológia, Number 45, pp. 1-16. (1921).